# Opsina
Opsina é a parte proteica da rodopsina. Esse grupo de proteínas, sensível à luz, via cromóforo da retina (ou uma variante) encontrada nas células fotorreceptoras da retina. Cinco grupos clássicos de opsinas estão envolvidos na visão, mediando a conversão de um fóton de luz em um sinal eletroquímico, o primeiro passo na cascata de transdução visual. Outra opsina encontrada na retina de mamíferos, a melanopsina, está envolvida nos ritmos circadianos e no reflexo pupilar, mas não na visão.  Opsinas também tem um papel no paladar ou em qualquer forma de sensibilidade química.